# DTDP-L-ラムノース-4-エピメラーゼ
dTDP-L-ラムノース-4-エピメラーゼ(dTDP-L-rhamnose 4-epimerase、EC 5.1.3.25)は、以下の化学反応を触媒する酵素である。
dTDP-6デオキシ-β-L-タロース{\displaystyle \rightleftharpoons }dTDP-6デオキシ-β-L-マンノース
系統名は、dTDP-6デオキシ-β-L-タロース エピメラーゼ(dTDP-6-deoxy-beta-L-talose 4-epimerase)である。
平衡は、右側に大きく偏っている。